# Моравчик, Любомир
Любомир (Любо) Моравчик (словац. Ľubomír «Lubo» Moravčík; род. 22 июня 1965, Нитра) — чехословацкий и словацкий футбольный атакующий полузащитник.

## Карьера

### В клубах
Начинал выступления в «Пластике» из родной Нитры, с которой в первом же сезоне 1983/84 годов вылетел во вторую лигу, откуда клуб вернулся в элиту в сезоне 1986/87. Сезон 1990/91 начал во французском «Сент-Этьене», откуда ушёл после сезона 1995/96, когда клуб вылетел в Дивизион 2. Со своим следующим клубом «Бастией» выступал в Кубке УЕФА 1997/98.
Летом 1998 года начал выступления за немецкий «Дуйсбург» в Бундеслиге, однако уже в октябре оказался в шотландском «Селтике», с которым добился наибольших успехов на клубном уровне, выиграв два чемпионата, два Кубка лиги и Кубок Шотландии. По итогам 2001 года, в 36 лет он был признан лучшим игроком Словакии. В 2002 году провёл несколько матчей за японский клуб «ДЖЕФ Юнайтед», в сезоне 2003/04 провёл один матч за «Нитру» в первой лиге Словакии, чем и завершил карьеру.

### В сборных
Любо дебютировал в составе сборной Чехословакии 11 ноября 1987 года в отборочном матче к Евро 1988, когда они в Праге принимали Уэльс. Единственным крупным турниром для него стал чемпионат мира 1990 года, где команде удалось дойти до четвертьфинала, проиграв в нём будущим чемпионам — команде ФРГ. Завершил международную карьеру Моравчик в сборной Словакии домашним отборочным матчем к чемпионату мира 2002 года против Швеции.

## Достижения

### Командные
Как игрока национальных сборных Чехословакии:
- Чемпионат мира:
  - Участник: 1990

Как игрока «Пластики»:
- Вторая лига Чехословакии:
  - Призовое место: 1985/86 (выход в Первую лигу)

Как игрока «Сент-Этьена»:
- Кубок Интертото:
  - Победитель: 1997

Как игрока «Селтика»:
- Чемпионат Шотландии:
  - Чемпион: 2000/01, 2001/02
  - Второе место: 1998/99, 1999/00
- Кубок Шотландии:
  - Победитель: 2000/01
  - Финалист: 1998/99, 2001/02
- Кубок шотландской лиги:
  - Победитель: 1999/00, 2000/01

### Личные
- Футболист года в Словакии: 2001